# Дамір Крстичевич
Дамір Крстичевич (хорв. Damir Krstičević; нар. 12 листопада 1969, Вргорац) — хорватський політик, генерал-майор хорватської армії, заступник начальника Генерального штабу хорватських збройних сил у відставці, віце-прем'єр хорватського уряду і  міністр оборони Хорватії в уряді Андрея Пленковича.
Наймолодший вояк в історії хорватської армії, якому було присвоєно звання генерала.

## Життєпис
Народився у Вргораці, де закінчив середню школу. 1991 року відразу після закінчення Військової академії Югославської Народної Армії у Белграді вступив до лав хорватських збройних сил.
Під час війни Хорватії за незалежність був командиром 115-ї бригади хорватської армії і командиром 4-ї гвардійської бригади та брав участь в операціях «Маслениця», «Зима '94», «Літо '95», «Буря» тощо.
Після війни став командиром 5-го військового округу, на цій посаді його направляли на однорічний вишкіл в американську військову академію сухопутних військ, яку закінчив із відмінним результатом, після чого його призначили заступником начальника Генерального штабу Збройних сил Хорватії.
У вересні 2000 року був одним із підписантів відкритого листа дванадцятьох генералів від 28 вересня 2000 року, автори якого публічно розкритикували підхід новоутвореного тоді хорватського уряду Івіци Рачана до співпраці з Міжнародним трибуналом для колишньої Югославії, звинувативши його в образі пам'яті про війну в Хорватії. Дамір був наймолодшим із підписаних під листом і одним із двох безпартійних. Наступного дня після оприлюднення листа Крстичевича разом зі шістьма іншими генералами, які тоді перебували на дійсній службі, тогочасний президент Хорватії Степан Месич своїм рішенням відправив у відставку.
Вийшовши на пенсію в дуже молодому віці, зайнявся бізнесом у Загребі, де й живе зі своєю сім'єю. Займав посаду менеджера в комп'ютерно-телекомунікаційному підприємстві «King ICT» та голови наглядової ради групи «M San». Також включився у політичну діяльність у рамках Хорватського демократичного союзу, за списком якого на виборах 2011 року отримав мандат депутата хорватського парламенту сьомого скликання. Успішно переобирався депутатом на парламентських виборах в 2015 і в 2016 роках.
16 січня 2018 Крстичевич провів у Загребі офіційну зустріч з міністром оборони України Степаном Полтораком, в ході якої міністри обмінялися думками про можливості розширення двостороннього оборонного співробітництва, зокрема у сфері військово-технічної співпраці, співробітництва оборонних галузей промисловості обох країн та в ділянці навчання і підготовки кадрів. Крім того, Кристичевич і Полторак обговорили стан глобальної і регіональної безпеки та відносини між Україною і НАТО. Також Крстичевич заявив, що «Хорватія підтримує євроатлантичний шлях України та її територіальну цілісність і готова продовжувати підтримувати Україну у зміцненні та реформуванні оборонної і безпекової сфери, передаючи власний досвід».
7 травня 2020 подав у відставку після авіакатастрофи у Задарі, внаслідок якої загинули два військові льотчики. Прем'єр-міністр Андрей Пленкович прийняв відставку наступного дня.